# Jules Géruzet
Jules Géruzet, né le 31 mars 1817 à Braine (Aisne) et mort à Bruxelles le 4 décembre 1874, est un photographe, lithographe et éditeur belgo-français actif à Bruxelles.

## Biographie
Jules Géruzet édite des estampes dans les années 1840 et 1850.
Devant le succès de la nouvelle technique de la photographie, il commence une activité de photographe dès 1856 et se fait rapidement connaître dans ce domaine.
Ses fils Albert Géruzet (1842-1890) et Alfred Géruzet (1845-1903), furent actifs de 1866 à 1908. Après la mort d'Alfred, les activités de l'atelier furent reprises par Eugène Boute vers 1908.

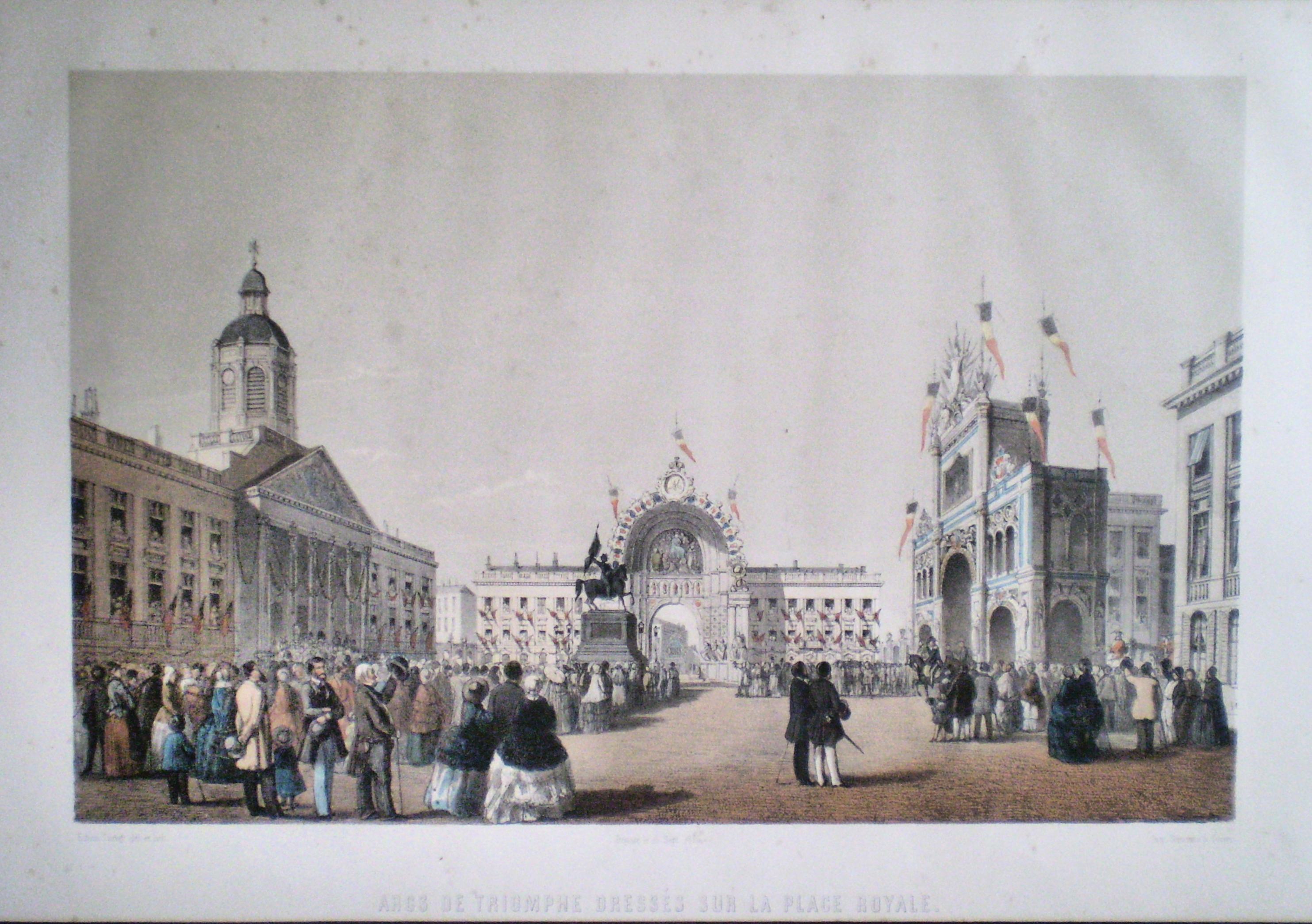
Lithographie d'Edwin Toovey éditée par Jules Géruzet, libraire et photographe, rue des Éperonniers, 6, à Bruxelles, 1856.
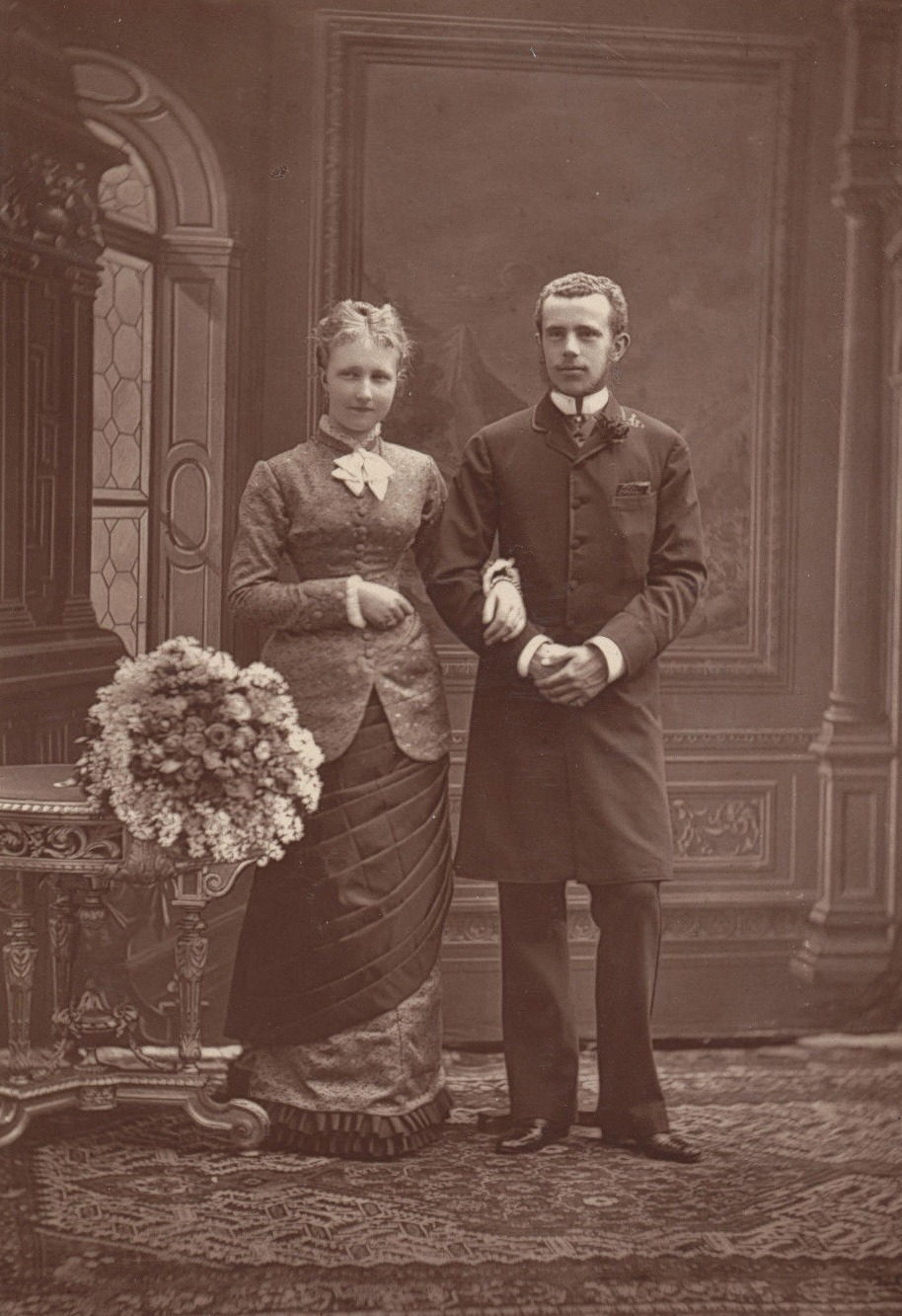
Rodolphe de Habsbourg et Stéphanie, 1880, photographie de Géruzet frères.